# Larissa Pimenta
Pour les articles homonymes, voir Pimenta (homonymie).
Larissa Cincinato Pimenta, née le 1er mars 1999 à São Vicente, est une judokate brésilienne,. Aux Jeux panaméricains de 2019 à Lima, au Pérou, elle remporte la médaille d'or en - 52 kg. Elle est également cinq fois médaillée d'or dans son épreuve aux Championnats panaméricains. Elle représente également aux Jeux olympiques d'été de 2020 et à ceux de 2024.

## Carrière

### 2018-2020
À 19 ans, Pimenta remporte la médaille d'or en - 52 kg aux Jeux sud-américains de 2018 organisés à Cochabamba, en Bolivie.
Pimenta obtient une médaille de bronze au Tournoi de Tbilissi, sa première dans un Grand Prix. Au Tournoi d'Antalya, elle remporte sa deuxième médaille de bronze consécutive. Aux Championnats panaméricains de judo 2019, organisés à Lima, au Pérou, Pimenta rafle la médaille d'or en - 52 kg,. Elle monte sur le podium pour la première fois dans un Grand Chelem lors du Grand Chelem de Bakou 2019, obtenant une médaille de bronze. Elle obtient le plus gros titre alors en carrière en remportant les Jeux panaméricains de 2019. La même année, elle concoure en -52 kg aux Championnats du monde organisés à Tokyo, au Japon. Pimenta remporte son premier match contre Raguib Abdourahman de Djibouti, mais est éliminée lors de son match suivant par Uta Abe du Japon, qui remporte la médaille d'or et deviendra plus tard championne olympique. En octobre, elle est également médaillée d'argent au Grand Chelem de Rio de Janeiro.
En février 2020, Pimenta remporte le bronze au Paris Grand Slam en battant Sarah Menezes. En novembre 2020, elle remporte également l'une des médailles de bronze en -52 kg aux Championnats panaméricains tenus à Guadalajara, au Mexique.
En 2021, elle concoure en -52 kg aux Judo World Masters organisé à Doha, au Qatar, étant battue par ippon lors du premier combat par la Sud-Coréenne Park Da-sol,. En mars 2021, elle termine 5e du Tournoi de Tbilissi. En avril, elle remporte la médaille d'or dans son épreuve aux Championnats panaméricains 2021 organisés à Guadalajara, au Mexique. En juin 2021, Pimenta rafle l'une des médailles de bronze dans l'épreuve par équipes mixtes aux Championnats du monde 2021 qui se sont tenus à Budapest, en Hongrie. Elle concoure également en -52 kg où elle est éliminée lors de son deuxième match,

### Jeux olympiques d'été de 2020
En 2021, Pimenta représente le Brésil aux Jeux olympiques d'été de 2020 à Tokyo, au Japon. Elle concoure en - 52 kg où elle est éliminée lors de son deuxième match par l'éventuelle médaillée d'or Uta Abe du Japon. Pimenta fait également partie de la compétition par équipes mixtes, perdant ses combats à deux reprises face à des concurrentes dans des catégories de poids plus élevées.

### 2021-2024
Pimenta remporte l’or aux Championnats panaméricains-océaniens 2022 à Lima, devenant ainsi triple championne de la compétition. Elle atteint les quarts de finale des Championnats du monde 2022, mais perd ensuite deux combats de suite, terminant à la 7e place.
En février 2023, elle remporte une médaille de bronze au Tel Aviv Grand Slam 2023. Pimenta remporte l’or aux Championnats panaméricains-océaniens 2023 à Calgary, devenant ainsi quatre fois championne de la compétition. Avec la médaille d'or aux Jeux panaméricains de 2023, elle devient double championne de la compétition et, plus tard, dans la même compétition, elle remporte une médaille d'argent avec l'équipe mixte brésilienne,. Elle termine également 5e du Grand Slam de Tokyo.
En mars 2024, elle obtient son premier titre au niveau Grand Prix en obtenant l'or au Grand Prix de Linz. Pimenta remporte l'or aux Championnats panaméricains-océaniens de judo 2024 à Rio de Janeiro, devenant ainsi cinq fois championne de la compétition. Elle remporte ensuite la médaille d'argent au Judo Grand Slam Astana. Aux Championnats du monde 2024, Pimenta répète sa performance de 2022, où elle atteint les quarts de finale, mais perd ensuite deux combats, terminant à la 7e place. Odette Giuffrida, qui a battu Pimenta en quarts de finale, finit championne du tournoi.
Lors des Jeux olympiques d'été de 2024, elle remporte la médaille de bronze en battant l'Italienne Giuffrida.

## Palmarès

### Compétitions internationales
| Date | Compétition                  | Lieu           | Place | Catégorie         |
| ---- | ---------------------------- | -------------- | ----- | ----------------- |
| 2018 | Jeux sud-américains          | Cochabamba     | 1re   | Moins de 52 kg    |
| 2019 | Championnats panaméricains   | Lima           | 1re   | Moins de 52 kg    |
| 2019 | Jeux panaméricains           | Lima           | 1re   | Moins de 52 kg    |
| 2019 | Jeux mondiaux militaires     | Wuhan          | 3e    | Par équipes       |
| 2020 | Championnats panaméricains   | Guadalajara    | 1re   | Moins de 52 kg    |
| 2021 | Championnats panaméricains   | Guadalajara    | 1re   | Moins de 52 kg    |
| 2021 | Championnats du monde        | Budapest       | 3e    | Par équipes mixte |
| 2022 | Championnats panaméricains   | Lima           | 1re   | Moins de 52 kg    |
| 2023 | Championnats panaméricains   | Calgary        | 1re   | Moins de 52 kg    |
| 2023 | Jeux panaméricains           | Santiago       | 1re   | Moins de 52 kg    |
| 2023 | Jeux panaméricains           | Santiago       | 2e    | Par équipes mixte |
| 2024 | Jeux panaméricains-océaniens | Rio de Janeiro | 1re   | Moins de 52 kg    |
| 2024 | Jeux olympiques              | Paris          | 3e    | Moins de 52 kg    |
| 2024 | Jeux olympiques              | Paris          | 3e    | Par équipes mixte |